# تیوینگ
تیوینگ (انگلیسی: TVING؛ کره‌ای: 티빙) یک سرویس آنلاین استریم کره جنوبی است که توسط تیوینگ کورپوریشن، یک سرمایه‌گذاری مشترک بین سی‌جی ئی اند ام (گروه سی‌جی) و جی‌تی‌بی‌سی، ارائه می‌شود. این یک پلتفرم است که درام‌ها، برنامه‌های سرگرمی و فیلم‌های تلویزیونی انحصاری را پخش می‌کند.

## تاریخچه
تیوینگ در ۳۱ مه ۲۰۱۰ توسط سی‌جی هلوویژن بنا نهاده شد.
در ژانویه ۲۰۱۶، این سرویس به سی‌جی ئی اند ام منقل شد.
در ۱۷ سپتامبر ۲۰۱۹، سی‌جی ئی اند ام و جی‌تی‌بی‌سی یک یادداشت تفاهم برای تأسیس یک شرکت سرمایه‌گذاری مشترک برای کار کردن این سرویس، امضا کردند.
در ۱ اکتبر ۲۰۲۰، شرکت سرمایه‌گذاری مشترک با عنوان تیوینگ کورپوریشن راه‌اندازی شد و یانگ جی-اون اولین مدیر عامل آن شد.
در ۲۹ آوریل ۲۰۲۱، تیوینگ اعلام کرد که دیگر کانال‌های تلویزیون زمانی واقعی را برای اشتراک رایگان مورد نیاز جهت نمایش محتویات مورد نیاز فراهم نخواهد کرد.
در ۳۰ ژوئن ۲۰۲۱، تیوینگ اعلام کرد که ناور ۴۰ بیلیون وون در تیوینگ کورپوریشن سرمایه‌گذاری کرده‌است و ناور را به دومین سهام دار بزرگ با ۱۵٪ پس از سی‌جی ئی اند ام تبدیل کرده‌است.